# Cerovec pri Trebelnem
Cerovec pri Trebelnem je naselje v Občini Mokronog - Trebelno.